# 宣皇后 (清朝)
宣皇后（16世纪—1569年），昂果都理巴顏系喜塔腊氏出身，滿洲譯名額穆齊（穆麟德轉寫：Emeci）。宣皇帝塔克世的嫡妻，清太祖努尔哈赤的生母。

## 出身背景
宣皇后是昂果都理巴顏長子都理金都督的玄孫女，都理古都督的曾孫女，阿古都督的長女。在入關之前，家族得到了太祖和太宗兩代的特別尊重，委任與他們守護永陵的重任，並且免除了一些賦稅。在婚姻方面，直皇帝福滿之曾孫拜塔的嫡妻為阿古都督之女齊塔喇氏，即宣皇后之妹，而拜塔繼妻為費揚古都督之女齊塔喇氏，即宣皇后之堂姐妹。

## 生平
额穆齐为塔克世嫡妻。《清入关前史料选辑》記載她是阿姑都督的长女，姓奚塔喇，名厄墨气。她生有三個兒子，明嘉靖三十八年 (1559年) 生长子弩儿哈奇，号淑勒贝勒。明嘉靖四十三年 (1564年) 生次子黍儿哈奇，号打喇汉把土鲁。第三子名牙儿哈奇，號不詳。她至少為塔克世生有一女阿吉格福晉。额穆齐在弩儿哈奇十歲時病死，次夫人哈达国汗所养族女掯姐待他不好，十九岁就净身出户。顺治五年（1648年）十一月，清廷追尊塔克世为显祖宣皇帝，額穆齊为宣皇后。
順治六年正月初八日，順治帝派遣輔國公額科沁往后殿神位處承祭其曾祖母宣皇后等人，以孟春節禮恭備緞畜酒諸物；滿官自牛錄章京、拜他喇布勒哈番以上，漢文武官自三品以上先二日於各自家中齋戒，宰牛羊豬鹿兔，在祭日煮全肉並且恭備各樣果品獻於靈位。

## 延伸阅读
[在维基数据编辑]
 《清史稿/卷214》，出自趙爾巽《清史稿》